# Bổ đề
Trong toán học, bổ đề là một giả thuyết đã được chứng minh hoặc chắc chắn sẽ được chứng minh dùng làm nền tảng để từ đó các nhà toán học tiếp tục nghiên cứu và đạt tới một kết quả cao hơn. Về bản chất, hầu như không có phân biệt chính thức giữa bổ đề và định lý ngoài mặt tác dụng và quy ước.

## Một số bổ đề nổi tiếng

### Giải tích
- Bổ đề Heine-Borel
- Bổ đề Farkas
- Bổ đề Fatou
- Bổ đề Johnson–Lindenstrauss

### Số học
- Bổ đề Bezout

### Đại số
- Bổ đề Burnside
- Đồng nhất thức ma trận Woodbury

### Tập hợp và thứ tự
- Bổ đề Zorn
- Bổ đề Sauer–Shelah

### Hình học và tô-pô
- Bổ đề Sawayama
- Bổ đề Urysohn
- Bổ đề Poincaré
- Bổ đề Lebesgue

### Xác suất thống kê
- Bổ đề Borel-Cantelli

### Toán ứng dụng
- Bổ đề Shephard